# Metro 2034
Metro 2034 (in russo Метро 2034?) è un romanzo di fantascienza post apocalittica dello scrittore russo Dmitrij Gluchovskij pubblicato nel 2009, sequel del romanzo Metro 2033.

## Storia editoriale
Sebbene Metro 2034 sia l'ufficiale continuazione letteraria di Metro 2033, il videogioco Metro: Last Light ne è il seguito videoludico.
Glukhovsky ha trasformato il libro, edito in Russia nel 2009, in un progetto artistico, invitando il famoso performer elettronico russo e star dell'hip-hop Dolphin a scrivere una colonna sonora originale per il romanzo, mentre l'artista Anton Gretchko ha lavorato alla galleria d'immagini dipinte a olio.

## Trama
Dopo una guerra atomica a Mosca la vita umana continua nel sottosuolo, tra i tunnel della metropolitana. Alcune stazioni si sono organizzate come città-stato e la stazione Sevastopolskaya conta sulle forniture regolari di munizioni e di altre merci dalle stazioni centrali per sopravvivere. Inspiegabilmente i commercianti e le scorte armate non ritornano e le comunicazioni con queste si interrompono. Le scorte cominciano a scarseggiare e le pattuglie inviate per indagare scompaiono.
Hunter, scomparso un anno prima, ora ha trovato impiego come guardia di confine alla Sevastopolskaya ed è traumatizzato dagli eventi vissuti. Si offre volontario per un ultimo tentativo di ristabilire il contatto con le stazioni della metropolitana centrali prima che la Sevastopolskaya si mobiliti in massa e invii le truppe verso nord. L'uomo, conosciuto tra i commilitoni come "il brigadiere", si fa accompagnare da Omero, un vecchio uomo alla ricerca di ispirazione per un libro. Hunter entra in contatto con le guardie della stazione Tulskaya ma, dopo un'accesa discussione i soldati sigillano le porte stagne isolando la stazione. Hunter riferisce a Omero, rimasto indietro nel tunnel, che la stazione era stata catturata da banditi e che deve essere distrutta. Omero nutre dei dubbi su questa versione dei fatti e, da un diario recuperato tra i resti di un membro di una precedente spedizione, viene a sapere che in realtà la stazione è stata infettata da una malattia mortale.
Hunter e Omero, tornando indietro, deviano attraverso i tunnel della Linea Kakhovskaya, deserti a causa delle radiazioni persistenti; qui incontrano Sasha, la figlia adolescente dell'ex leader della Avtozavodskaya esiliato dai rivoltosi anni prima e morto da poco a causa delle radiazioni. L'uomo era rimasto contaminato durante le molte sortite all'aperto effettuate per trovare oggetti da barattare in cambio di armi e cibo. Hunter salva Sasha da due aggressori e quest'ultima si aggrega a lui nonostante sia impaurita dalla violenza di Hunter che uccide senza pietà chiunque incontri lungo l'Avtozavodskaya. Durante un attacco di un mostro mutante nella stazione di Paveletskaya Hunter viene gravemente ferito dopo essere riuscito a salvare Sasha. La ragazza è convinta di poter frenare Hunter dal commettere ulteriori atrocità nella sua missione; dopo un'accesa discussione Hunter parte lasciando indietro Omero e Sasha. I due fanno conoscenza con Leonid che, innamoratosi di Sasha, accetta di aiutare i due a compagni di viaggio a ritrovare Hunter, con il quale si ricongiungono alla stazione Dobryninskaya.
Un sempre più instabile Hunter si dirige al centro della Metro, verso la Polis, per riunire un gruppo di fuoco per sterilizzare le stazioni infette e uccidere gli ammalati; Omero lo accompagna, mentre Sasha si allontana con Leonid che sostiene di conoscere una cura contro la pestilenza. La deviazione è stata inutile e Leonid ammette di aver mentito allo scopo di poter rimanere da solo con Sasha. Successivamente il musicista cambia versione e racconta che la malattia era scoppiata anni prima in un'altra linea della metropolitana e in tale occasione si era scoperto che l'esposizione alle radiazioni arrestava l'infezione. Sacha vuole raggiungere Hunter per fermare lo sterminio dei malati e convince Leonid ad accompagnarla.
Nel mentre Hunter ha ritrovato il suo vecchio compagno Miller, il capo di un gruppo paramilitare dedicato alla difesa della metropolitana e creduto morto da Hunter. Miller gli assegna una squadra bene armata e Hunter torna a Dobryninskaya mentre Omero lotta con la sua coscienza indeciso se lasciargli perpetrare lo sterminio degli infetti oppure tentare di fermarlo. La squadra militare arriva alla stazione Tulskaya e inizia la sterilizzazione fino a quando Leonid, sopraggiunto con Sasha, non riesce a rallentare il massacro distraendo i militari con la sua musica venendo subito dopo colpito a morte dai proiettili. Mentre Sasha sta facendo appello a Hunter affinché si fermi, raccontandogli della possibile cura, i soldati già dislocati all'interno della Tulskaya nel tentativo di contenere l'epidemia, fanno esplodere delle mine causando l'inondazione della stazione. I militari si ritirano e sigillano le porte stagne, lasciando annegare quelli rimasti all'interno della stazione.
Diverse settimane dopo Hunter e Omero sono tornati a fare la guardia alla frontiera della Sevastopolskaya. Omero ha cercato il corpo di Sasha tra quelli degli annegati ma non lo ha trovato; decide comunque di scriverne la storia nel suo libro. Il destino di Sasha rimane ignoto.

## Edizioni
- Dmitry Glukhovsky, Metro 2034, traduzione di Laura Lancini, Multiplayer.it, 2011,  p. 400, ISBN 9788863551419.